# Ördögszekér (regény)
Az Ördögszekér Makkai Sándor első történelmi regénye. A kolozsvári Erdélyi Szépmíves Céh kiadásában jelent meg 1925-ben, majd Budapesten a Genius könyvkiadónál 1927-ben. 
Megjelenését annak idején botrány követte, hiszen a könyv egyebek mellett Báthory Anna és Báthory Gábor testvérszerelmét tárta az olvasók elé. A mű a kritikusokat is megosztotta: egyesek magasztalták, mások elítélték.

## Cselekménye
A cselekmény a 17. század első évtizedeiben játszódik. Hőse „a szépséges Báthory Anna, fejedelmi vér ivadéka, kit úgy kerget végzete a feslett élet lejtőjén, mint az ördögszekeret ősszel a mezőkön a szél.” A regény végigkíséri Báthory Anna útját a gyermekkortól az összeomlásig.
A korán árvaságra jutott, lengyel mostohájánál nevelkedett Báthory Anna testvérével, Gáborral együtt nagybátyjuk,  Báthori István országbíró 
ecsedi várába kerül. Katolikusként kezdte életét, de itt át kell térnie református hitre, egyébként alig törődnek nevelésével. Élénk képzeletét megragadják a láphoz fűződő babonák és mondák. Tivornyázó apródok és katonák között nő fel, öröklött szertelen természetére nyomasztóan hat a durva és léha környezet. Egy undok vénasszony, Rebi néne kísértetes elbeszéléseiből föltárulnak a Báthori-családot sújtó átok, a testvérszerelem emlékei. Lassan rögzül Annában a tudat, hogy ő is boszorkány, mint a többi Báthory-lány, és különc megnyilvánulásai is ezt a látszatot keltik. Báthori Erzsébet és Imreffiné, Imreffi János erdélyi kancellár felesége tanítja meg a „szerelem művészeté”-re.Végül betelik rajta a Báthoryak végzete: előbb egy török rabnak, majd saját bátyjának dobja oda magát.
A regény a második kötetben szélesebb mederben folyik. Bocskay megjelenésével bepillantást nyújt a kor történéseibe, a főhős szerepe eközben háttérbe szorul. Anna a testvérszerelem bűne után Bethlen Gáborban látja meg az igazi férfit, akitől élete megváltását reméli. Álmodozásai közben értesül róla, hogy Bethlen már vőlegény. Sem vezekelni, sem szerelméről lemondani nem tud, hanem szenvedéllyel lázad ellene: szabadjára engedi vad, érzéki természetét. Két áldatlan házasság után urak, szolgák, cigányok szeretője lesz, majd mint fajtalankodó és gyermekgyilkos boszorkányt halálra ítélik. A máglyát sikerül elkerülnie, mert megszöktetik, és a hóhér üresen találja börtönét. Később még feltűnik Bethlen Gábor ravatalánál, majd utoljára rongyosan bujdosva Kismartonban.

## Kritikai fogadtatása
Könyvbarátok Lapja:
Kéky Lajos: „A regény fő művészi feladata Anna lelkének rajza. E feladat megoldásán nagyobb becsvággyal, mint sikerrel dolgozott az író… Korfestő részei sikerültebbek, mint a lélekbe világítók. Leírásaiban is van költői erő, különösen az ecsedi lápvilágéban. Kitűnően tudja éreztetni a lápbirodalomnak embersorsokat formáló, a lelkekbe is hínárokat eresztő s őket magához ragadó misztikus erejét. Általában a kiváló szerző mint szépíró e művében még csak keresi, de nem találta meg a maga útját; sok hatást tüntet fel, de még összehangoltság nélkül. Előadásában is ezt látjuk. Kiváló, gazdag, színes nyelvtehetség, de színessége és bősége gyakran túlzásokba csap.” 
Korunk:
Molter Károly: „Az Ördögszekér fájdalmasan szép… Makkai könyve építő erkölcsi célzata s építő művészi munkája, félelmetes lélekábrázolása és korszerű biztonsága mellett olvasmánynak is elsőrendű. Friss mesélőkedv, szavak jókedvű bősége, egyszerű, keresetlen előadás, akciós érdekességgel való titkos kötése az olvasónak, jókaias eseményhalmozás… sötétszép fátum-regény.”
Napkelet:
Farkas Gyula: „Az író teljesen benne él a regény korában, nála a történelmi levegő nemcsak külsőség, nemcsak kosztüm dolga, hanem lelkiség. A XVII. századbeli erdélyi magyar rideg lelki puritánsága, elfojtott, ki-kitörő érzékisége, keleti pompaszeretete megelevenítve olvadnak össze könyvében. A lápi vadászat, a császár képviselőjének fogadtatása az ecsedi várban, Anna esküvője a legszebb történeti leírások közé tartoznak… Ez a regénye nem méltatlan nagy elődjének és sokban mesterének, Kemény Zsigmondnak erdélyi regényeihez, ha nem is az az „erdélyi regény”, melyet a mai erdélyi irodalomtól joggal várunk.”
Nyugat:
Németh László nagyra értékelte a mű erkölcsiségét: „Határozottan erkölcsös könyv… Rossz helyen tapogatózik az, aki ennek a könyvnek az erkölcsiségébe köt bele, vagy a koncepcióját kifogásolja.” Ám szerinte egy hibája van: „ezt a regényt nem költő írta. Előkelő magyar, akit örömest vállalok vezéremül, okos érvelő, amilyet sokat kívánok, fennkölt tudós, akit a magyar protestantizmus megtalált fiatalságának érzek. De nem költő. (…) Jól elgondolt alakok mozognak itt, de csak addig élnek, amíg a koncepció élteti őket, lépjenek hármat a regényen kívül és összeesnek. A miliő csak addig igaz, amíg a tudós kicirkalmazta, akarj levegőt szippantani belőle, s fuldokolsz. A nyelve elmondja az elmondandót, de nem fölszántott, nem újra költött nyelv, a mindenkié s nem a poétáé.” Majd Móricz Tündérkertjével veti össze.
Pintér Jenő irodalomtörténetének utolsó kötete a könyvet „a dekadens lelkiség csüggesztő megnyilvánulása”-ként jellemezte, majd hozzátette: Az 1929. évi Péczely-díjról szóló akadémiai előadói jelentés rámutatott arra, hogy az Ördögszekér jogot formálhatna a komoly mérlegelésre, de „a regény erkölcsi világa nem a miénk, s Akadémiánk már ismételten állást foglalt az ellen, hogy akadémiai koszorút juttassunk olyan műnek, amely sérti az erkölcsi érzéket.”